# روبرت سكوت (كاتب)
روبرت سكوت (بالإنجليزية: Robert Scott)‏ هو كاتب أمريكي، ولد في 1941، وتوفي في 9 يناير 2015 في شمال كاليفورنيا في الولايات المتحدة.

## وصلات خارجية
- روبرت سكوت على موقع IMDb (الإنجليزية)